# 蓮実クレア
蓮実 クレア （はすみ クレア、1991年〈平成3年〉12月3日 - ）は、日本のタレント、実業家。元AV女優。オールプロモーションに所属していた。現在は、ガールールプロ(GIRLULEPRO)に所属。

## 来歴
2012年9月、美の専属女優としてAVデビュー。デビュー時のキャッチフレーズは「今世紀最大の極上痴女」。この時期はまだAVにおける痴女ブームが起こる前であったが「だからこそやってやろう」という気持ちになったという。結果、AV女優現役時は痴女及び騎乗位を一貫して得意とした。
2013年7月、新宿ニューアートにてストリップデビュー。
2014年1月から8月までワンズファクトリーの専属。
2015年2月には、セクシーアイドルユニット「KÜHN」（イメージカラーは紫）へ、12月には「SEXY-J」へ加入し、活動を開始する。
2017年12月19日、神奈川・川崎CLUB CITTA'にて行われたファイナルライブをもって「SEXY-J」が解散。
2018年3月、スカパー!アダルト放送大賞2018にて『兄嫁は中●し着エロアイドル　蓮実クレア』で作品賞を受賞。
2019年10月、ゲオTV×メンズサイゾー ADULT AWARD 2019・No.1エロボディ部門にノミネート。二つ名は「最強セクシーモンスター」。1月1日、ゲオTV賞を受賞した。
2018年11月発売『【史上初】こんなAV無かった! ! 蓮実クレアがアメリカ合衆国コ◯ラド州○ッキー山脈で3億円の財宝を探しに行く企画【衝撃の最後…】』（SODクリエイト）は発売から2年後の2020年6月に『アサヒ芸能』の企画で「至極の1本」に選出された（選者は東風克智）。
2020年12月に発表された「FLASH 2020年現役最強セクシー女優BEST100」読者投票・第31位。2021年4月に発表されたアサヒ芸能「2021現役AV女優SEXY総選挙」で第11位。同年8月発表「読者300人が選んだFLASH 2021セクシー女優ランキング」読者投票15位。
2021年9月、FANZA「トリプルHAPPYキャンペーン2021」キャンペーンガール就任。
2022年9月1日、同月25日付けでオールプロを退所し、AV女優活動にピリオドを打つことをTwitterで報告。蓮実クレアとしての活動は続ける。また引退前より務めていた新宿歌舞伎町のバーでの店長業も継続する。引退理由は10周年の区切りと、ほかにやりたいことができたため。後年には引退理由に体調不良を挙げている。
2025年5月20日、X(旧Twitter)にてAV女優復帰を発表。店のママも引き続き続けていく。
同年5月28日、自身のX（旧Twitter）でガールールプロ（GIRLULEPRO）に新たに所属したことを報告した。

## 人物
- スタンプラリーが好きで、東日本旅客鉄道（JR東日本）の77駅スタンプを制覇したこともある[22]。2016年に開催されたJR東日本のウルトラマンスタンプラリーでは、同企画に参加した著名人のツイートの中で最もリツイートされていたという[22]。
- 一時期同じ事務所に所属していた立葵とはデビュー前から交友関係にあった。
- 自称「環境ドM」[23]。大変そうだという理由でAV女優という職を選んだ[23]。
- 騎乗位の名手としても著名であり[24]、中でもスパイダー騎乗位は高速で腰を振り、両手で男性の乳首をいじってもストロークがぶれないことに定評がある[24]。U-NEXTの番組『さらば青春の光森田哲矢のSODとエロビデオをつくろう』では講師役を務めた。AV女優としては痴女役が多く、奔放なキャラクターを演じていたが、業界関係者はその素顔を「真面目で職人肌」と答えている[3]。騎乗位が好きなのかという問いには、好き嫌いではなく、選択肢がそれしかなかっただけと答えている[5]。
- AV監督のレモンハート中島は、自身を「スパイダー騎乗位」の名付け親とし、蓮実クレアについてスパイダー騎乗位作品の1作目に出演し体現化し定着させた人物だと述べている[25][26]。
- 現役時代は高速騎乗位は連続30分は可能で[5]、1作品3絡み全て騎乗位という場合もあり、その際は1日10時間騎乗位で腰を振っていたという[5]。作品クオリティのため、基本的には男優を騎乗位で爆発させないように心掛けていた。ドッキリ作品のため、意図的に爆発させたこともあったという[5]。

## 作品

### アダルトDVD
- 今世紀最大の極上痴女デビュー（9月25日、美）
- 発情したオンナ-密着と接吻を繰り返す極上痴女-（10月25日、美）
- 保健室の先生-学校に潜む白衣のド淫乱養護教論-（11月25日、美）
- 青姦露出-異常なまでの快楽依存症-（12月25日、美）

- 発射無制限!M男専用超高級淫語ソープ（1月25日、美）
- 極上痴女逆痴漢（2月25日、美）
- 温泉痴女-見せつけたがる若妻旅行記-（3月25日、美）
- 極上痴女の誘惑逆ナンパ-FUCK ON THE BEACH-（4月25日、美）
- ドS係長の特命騎乗位（5月25日、美）
- 極上痴女の超絶BODYピタコス（6月25日、美）
- アウダースジャパン×美 スペシャルコラボ企画 癒らし。美ver.（7月25日、美）
- 極上痴女の逆レイプ（8月25日、美）
- 逆夜這い痴女ナース（9月22日、美）
- ネバスペごっくん痴女教師（10月25日、美）
- 美×kira★kira BLACK GAL SPECIAL COLLABORATION 日焼け黒ギャル青姦露出-完璧なカラダを魅せつける中出し極上痴女-（11月19日、kira☆kira）
- 極上痴女のデカマラ黒人狩り（12月25日、美）

- 美5周年×kira★kira7周年スペシャルコラボ企画-淫乱学園HIGH SCHOOL TEACHER SPECIAL 美巨乳壮絶大乱交4時間スペシャル-（1月26日、美）
- 天国に一番近いマットプレイ 4時間（2月21日、TMA）
- 自宅に押しかけ童貞オチ○ポ喰い（2月25日、美）
- 美人潜入捜査官（4月1日、ワンズファクトリー）
- 10発中出しするまで勃起させちゃうお姉様SEXテクニック（5月1日、ワンズファクトリー）
- 極上痴女 BEST Vol.1（5月25日、美） ※単体ベスト
- くれあと子作り新婚生活（6月1日、ワンズファクトリー）
- エロ痴女逆3Pナース（7月1日、ワンズファクトリー）
- PERFECT STYLE 痴女集団SPECIAL 集団逆レイプ-完璧BODY痴女青姦4時間大乱交-（8月1日、美）
- ランジェリーナ（9月1日、ワンズファクトリー）
- 着衣ソープランド（9月1日、MOODYZ）
- 発情グラマラス痴女医（9月7日、PREMIUM）
- GOKKUN Techno Break（9月19日、エムズビデオグループ）
- 出会って速攻、女優の方から襲いかかる生中出しSEX（9月25日、ダスッ!）
- 極上痴女 BEST Vol.2（9月25日、美） ※単体ベスト
- 美くびれ巨乳妻の中出し雌犬性交（10月1日、Fitch）
- 生徒に自宅を乗っ取られた若妻女教師 美人妻が奴隷ペットと化す3日間の凌辱劇（10月1日、ワンズファクトリー）
- タイトスカート女教師（10月1日、MOODYZ）
- ドリシャッ!!（10月3日、ワープエンタテインメント）
- ボンデージガール 超絶痙攣SEX（10月7日、BeFree）
- 凄テク快感メンズエステ（10月7日、PREMIUM）
- 僕だけの巨乳女教師ペット（10月13日、溜池ゴロー）
- 朝から晩まで中出しセックス 14（10月23日、アイエナジー）
- 俺の誕生日 今日だけ彼女にやりたい放題!!（10月24日、S級素人）※オムニバス作品
- 麗しのキャンペーンガールAGAIN 11 クレアとエリナ（10月25日、HMJM）
- 無理やり強制中出し痴女（10月25日、本中）
- 蓮実クレアの凄テクを我慢できれば生★中出しSEX!（11月1日、ワンズファクトリー）
- お尻大好きしょう太くんのHなイタズラ（11月6日、グローリークエスト）
- AV女優が撮影現場に来たらいきなりSEX 即ハメ 生中出し（11月6日、グローリークエスト）※オムニバス作品
- RQ〜美爆乳レースクィーンの流出中出しFUCK!〜（11月7日、BeFree）
- 親父の女（11月7日、マドンナ）
- そんな妻でも愛してる（11月8日、ヒビノ）
- 蓮実クレアのM男犯 初めてのペニバン男犯で真性M男がイキまくり!（11月13日、M男パラダイス）
- 媚薬で淫らに堕とされた巨乳人妻（11月13日、溜池ゴロー）
- ガチ本番!!美乳素人ナンパ即挿入!!in所沢（11月14日、S級素人）※オムニバス作品
- 卑猥に絶句、果て無き性欲の虜。（11月19日、TEPPAN）
- 恥ずかしいカラダ スーパーセックスシンボル（11月22日、HMJM）
- ナカダシキル（11月25日、本中）
- くノ一中出しレ×プ輪姦（12月1日、ワンズファクトリー）
- 蓮実クレアの淫語大百科（12月4日、グローリークエスト）
- 「ナマで入っちゃった!」オイル素股でチ○ポをマ○コに擦りつけてたら、気持ち良すぎて生挿入!中出しセックスまでヤッちゃった風俗嬢たち 8（12月4日、グローリークエスト）※オムニバス作品
- 私、本名でセックスしてました。（12月5日、無名時代）
- あなたへ 今晩、りつこの家に泊まります。（12月7日、マドンナ）
- 素人ナンパ!!とりあえず素股までが間違えてチ●ポがズボリッ!!part3（12月12日、S級素人）
- 素人水着オーディション 芸能スカウトのふりしてナンパ連れ込み 羞恥撮影でマイクロビキニびしょびしょ娘続出!!（12月12日、S級素人）※オムニバス作品
- 超絶品BODY真性中出し大乱交SPECIAL（12月13日、MOODYZ）
- 淫語痴女（12月19日、ドグマ）
- 1日中愛し逢う 終わらないレズSEX（12月19日、レズれ!）
- 完全無欠の痴女 蓮実クレアのブーツに襲われる!（12月19日、MEGAMI）
- 淫乱淫語（12月19日、乱丸）
- kira★kira8周年×美6周年スペシャルコラボ企画-白衣の大量ナマ中出しギャルナース研修生孕ませ病棟24時- 4時間スペシャル（12月19日、kira☆kira）
- 美6周年×kira★kira8周年スペシャルコラボ企画-患者を襲う美巨乳極痴女ナース孕ませ病棟24時-4時間スペシャル（12月25日、美）
- 全発射本物精子 ぶっかけ・精飲・アナル・2穴・中出し最高級性奴隷育成監獄（12月25日、ダスッ!）
- 痴女と30人の独身男が住む家（12月25日、本中）
- りんかん倶楽部・前編（12月26日、ZIZ）

- 現役RQ凌辱オフ会（1月1日、ワンズファクトリー）
- オスガズム（1月1日、MOTHERS ENTERTAINMENT PICTURES）
- 癒らし温泉 寸止めムラムラ一泊旅行（1月9日、ワープエンタテインメント）
- 眼鏡×競泳水着×くびれボイン（1月9日、クリスタル映像）
- 彼氏待ちの素人娘をナンパしたら凄い淫らしい下着をしてヤル気モードだったので美味しくいただきました!（1月9日、S級素人）※オムニバス作品
- 女のカラダは腰使いで決まる!4時間 13（1月9日、BAZOOKA）※オムニバス作品
- シェアハウスの痴女住人 真性美痴女同居人誘惑チンポ喰い何度射精しても終わらない究極痴女攻め騎乗位セックス!（1月13日、セレブの友）
- 僕の上司、蓮実クレアの身体を手に入れた（1月22日、SOSORU）
- りんかん倶楽部・後編（1月30日、ZIZ）
- 痙攣アクメ痴獄（2月1日、MOODYZ）
- 人妻の浮気心（2月1日、人妻援護会/エマニエル）
- 蓮実クレア8時間（2月1日、ワンズファクトリー） ※単体ベスト
- 極上痴女 BEST Vol.3（2月25日、美）※単体ベスト
- とってもエッチで過激な痴女ナースたち 〜おさまらない勃起症状は私たちにお任せ〜（2月13日、BAZOOKA）
- 高飛車女教師輪姦レイプ（2月19日、ヒビノ）
- デカブラ没収!暴走する男子校生の痴漢を止められず濡れてしまう巨乳妻（2月19日、ナチュラルハイ）
- 最高級性奴隷育成監獄 未公開調教記録（2月25日、ダスッ!）
- 中出し機械になった女（2月25日、本中）
- もしも時間を自由に止められたら… 3 巨乳温泉編（2月27日、おかず。）
- 中出しグラマラス（2月28日、HMJM）
- 舌と肉体を絡ませ合う 濃密ベロキスサロン（3月1日、Fitch）
- 密着手コキ男犯 男の潮吹き・尿道・亀頭・睾丸責め（3月7日、MEGAMI）
- 馬用興奮剤を飲んだ男女が中出しぐちょぐちょ種付けSEX（3月13日、UMANAMI）
- ロイヤルビッチガーデン 肉感と体液をド迫力で描き切った豪快ビッチ人妻コミックを完全実写化!（3月13日、E-BODY）
- ノーブラなんかで掃除してる方が悪い!弟の嫁を襲う変態義兄（3月25日、かぐや姫 (ML Works)）
- 同じマンションに住む一見高嶺の花の若奥様は実は欲求不満の淫乱淫語クレーマー!!何かと理由をつけて家に乗り込んできては何も言えない草食系男子のチンポを好き勝手に貪り精子まで奪い取る!!（3月27日、SCOOP）※オムニバス作品
- ムラムラしてる時に「ちょっとそこまで」という気持ちでノーブラで外に出たらオトコの視線を感じて興奮してきて乳首ぽっち見せつけ!!我慢できなくなって自分からおっぱいを擦りつけて出会ってすぐに快楽貪りまくりSEX!（3月27日、SCOOP）※オムニバス作品
- ママ失格 2 ～ワルガキに寝取られ子○チ○ポに調教されて雌豚ザーメンタンク化する清楚ママ!～（4月9日、DEEP'S）
- 効果絶大!! 利尿効果のある媚薬をお茶とお菓子に巧みに仕込まれ異常にもよおす尿意に、我慢出来ずに放射状おもらしの大醜態っ!! 美人モデル豹変のアクメ失禁オイルマッサージ 2（4月10日、LEO）
- 私で試乗しませんか? 巨乳カーディーラーの淫らな営業 2（4月10日、BAZOOKA）
- 素人ザーメン中出しで子宮イキしまくる（4月13日、MOODYZ）
- 蓮実クレアの本気プライベートセックス解禁。（4月13日、HERO）
- 世界最高級 爆乳ロリソープへようこそ（4月19日、アイデアポケット）
- 巨乳人妻10発中出し不倫旅行（4月19日、エムズビデオグループ）
- ボク×カノ×RQ（4月19日、ミル）
- ウブな教え子をち○ぽ汁（ザーメン）まみれにするデカチン巨乳ふたなり体育教師 3（4月23日、DEEP'S）
- デカ尻マニアックス（5月1日、ワンズファクトリー）
- 羞恥! 野外腰砕け! 激ヤバ・ビッグバンローターをマ○コに入れて潮吹きアクメデート! 11（5月9日、サディスティックヴィレッジ）
- 他人の精液にどうしても抗えないあなたの奥さん（5月13日、MOODYZ）
- マゾ乳 生中出し（5月25日、ゲインコーポレーション）
- 騎乗位お姉さんの暴発確定中出しSEX（6月1日、ワンズファクトリー）
- お色気P●A会長と悪ガキ生徒会（6月4日、グローリークエスト）
- 性欲解放 絡み合う濃厚接吻と求め合う情熱性交（6月12日、TMA）
- 高飛車マ○コも瞬時にトロける強制発情スプレー ～無能な部下の野蛮ザーメンで孕まされるエリート巨乳女上司たち～（6月18日、DEEP'S）※オムニバス作品
- 電圧86倍! ビッグバンローターをオマ○コに入れたままアルバイト! 子宮がビリビリにシビれた敏感娘は公衆の面前なのに潮!潮!潮!（6月18日、サディスティックヴィレッジ）※オムニバス作品
- すんごい乳首責めで中出しを誘う連続膣搾り痴女お姉さん（6月25日、本中）
- 痴義母3 夫と息子の性欲を弄ぶ小悪魔寸止め近親相姦（6月25日、セレブの友）
- わたし、脱いだらスゴいんです!（7月12日、HERO）
- 即ハメ!! 7 (極上尻痴女編)（7月13日、セレブの友）
- 上品淫語お姉さんの下品で卑猥なSEX 「玉袋に溜まったザーメンをすべて出して差し上げます…」（7月13日、HERO）
- 蓮実クレアが子宮で精子を搾りヌク! 爆乳痴女のノンストップ中出しFUCK57発!（7月25日、本中）※単体ベスト
- 扇風機で涼むTバックのパンチラ女子に発情した俺（8月6日、AKNR）※オムニバス作品
- ゲリラ豪雨でビショ濡れのマキシワンピ美女（8月6日、ROCKET）※オムニバス作品
- エロ学習アプリ内蔵リアルフィギュア発売 蓮実クレア（8月6日、ROCKET）
- 淫語中出しソープ 47（8月13日、AVS Collector's）
- ある日突然、姉が犬になってしまった!しょうがないからペットとして世話をしていたら、急に発情!まさかの近親相姦!（8月20日、サディスティックヴィレッジ）
- 蓮実クレアのザ・筆おろし（8月21日、クリスタル映像/TOMAHAWK）
- 親戚で久しぶりの旅行に行ったら、混浴温泉で男は僕だけ!!カチカチ勃起チ○ポを次々癒してくれる叔母と従姉妹たちのせいでもうクタクタです。（9月24日、SWITCH）
- 蓮実クレアの名器に舌鼓打ちながら初美沙希に濃厚ベロチューおねだりされるエロ羨ましすぎる3Pセックス（9月25日、アロマ企画）
- 男が仰け反るまで搾り取る薬漬け中出し痴女お姉さん（10月1日、MOODYZ）
- おませなガキにお尻ペンペン「この子ったら反省もしないでおチ○コびんびんにさせてるよ!」 怒ってるのに欲情を隠せない隠れショタコンママはガキち○ぽにむしゃぶりついた（10月8日、SWITCH）
- 蓮実クレアと同棲しませんか?（10月9日、クリスタル映像/e-kiss）
- 超硬フル勃起じゅぽフェラごっくん伝説（10月13日、MOODYZ）
- 若い入院患者の勃起チ○ポを我慢できないエロ巨乳看護師（10月13日、カルマ）
- 中出し肉便器担任 3 男子生徒の公衆便所になり下がった女教師たち!!（10月22日、サディスティックヴィレッジ）※オムニバス作品
- 120キロ越えの巨漢男の汗まみれの肉体を舐め回すグチュべちゃSEX（10月22日、アマチュアインディーズ）
- 爆乳緊縛ハードレズビアン～美しい姪を誘惑する卑猥な叔母～（12月1日、Fitch）
- 突撃潜入!!素人乱交サークル 3（12月1日、ZUKKON/BAKKON）
- 寸止め温泉旅行（12月4日、h.m.p）
- 虜囚市場 ～罠に嵌められたエルフの女将校～（12月4日、ZIZ）
- 僕のねとられ話しを聞いてほしい 生命保険のスケベな顧客に寝盗られた妻（12月7日、JET映像）
- ぼっしぃ原作 ふた部! 上巻（12月19日、ROOKIE）

- MOODYZ15周年記念作品 【限定共演】クリムゾンドリーム（1月1日、MOODYZ） ※Blu-ray版、限定ボックスセット同時発売
- ビビアンTV Presents 女子アナウンサーレズビアン ～メインキャスター争奪! エース女子アナガチレズバトル～（1月7日、ビビアン）
- ノンストップ6Pレズビアン乱交（1月19日、レズれ!）
- 中出しオマ○コを超アップで魅せつける世界 くっぱぁ～ドロドロドロ～（1月25日、本中）
- キレッキレにセックス筋肉が発達した極上痴女の騎乗位中出し（1月25日、痴女ヘブン）
- 蓮実クレアのMスイッチ（1月25日、えむっ娘ラボ）
- ぼっしぃ原作 ふた部! 第2弾 下巻（2月19日、ROOKIE）
- 悩殺SEXYランジェリー スケベな下着のお姉様（2月19日、Fetish Box）
- 脱がずの着衣中出し痴女（2月25日、本中）
- ご近所若妻の無防備マ○コを媚薬バイブでアクメ強姦! 膣粘膜に襲いかかる痙攣刺激に最初抵抗していた奥さんも自ら勃起チ○ポを求めてハメ狂う! （3月11日、SCOOP）※オムニバス作品
- インテリ変態ビッチ秘書 知的な秘書の過激な痴態…。（3月19日、Fetish Box）
- 引退前夜祭 ガチ素人救済企画！100人×中出し引退版への道（3月25日、本中）
- 顔見知り婦女暴行2 ～夫の親友に・・優しかったあの人が…～（3月25日、ながえSTYLE）
- 不倫若妻×濃厚接吻 夫は知らない…貞淑な若妻達のふしだらな下半身（4月7日、ヒビノ）
- 衝撃解禁!パイパンビッチMANIAX（5月1日、Fitch）
- ペニバンレズ教師（5月6日、クリスタル映像）
- 女流官能小説家 秘められた淫欲（5月13日、オルガ）
- はだかの奥様（5月19日、KSB企画/エマニエル）
- うちの妻にかぎって… 「だって…、抑えられないんだもん…」泣きそうな目でそう言うと僕の妻は他の男にカラダを許した【寝取られ】人妻中出し【NTR】20（5月25日、ビッグモーカル）
- 蓮実クレアSPECIAL BEST 4時間（5月27日、TMA）※単体ベスト
- Wキャスト痴女ハーレム 最高の黄金比は「痴女2:男1」 蓮実クレア×神ユキ（6月1日、Fetish Box）
- 訪問先でおもちゃの実演販売をするトップセールスレディ（7月1日、プラネットプラス）
- ボディーストッキングTemptation（7月1日、Fetish Box）
- 再会した同級生人妻がエロ過ぎたから子作り（8月1日、ZUKKONN/BAKKON）
- お姉さんの巨尻が猥褻過ぎて秒殺で悩殺!!（8月1日、MARRION）
- 皆のねとられ投稿話を再現します ハウスクリーニングの妻が派遣先の盗撮趣味なニート野郎に寝盗られました PN掃除五段さんからの投稿話（8月7日、JET映像）
- 私立ハーレム淫語学園2!!（8月13日、MOODYZ）
- 女体拷問研究所 THE THIRD JUDAS（ユダ）Episode-7 女君主たちの轟沈絶頂地獄（9月1日、Baby Entertainment） ※「AV OPEN 2016」 ハード部門 エントリー作品
- 町内で問題になっている褒め褒め淫語人妻グループ（9月1日、MOODYZ）
- 淫乱スピリッツ 男を挑発するハイパー痴女（9月11日、ジャネス）
- 淫虐の奴隷オークション 究極の寝取られドラマ。閲覧注意!!（9月13日、オルガBlack）
- ボッキイズム 焦らし寸止めで限界勃起（9月19日、Fetish Box）
- kira☆kira BEST 超絶くびれ巨乳ギャル 蓮実クレアBEST6時間（9月19日、kira☆kira）※単体ベスト
- 「この女…犯したい…」気の強そうな小生意気なギャルを拉致監禁強姦。グチャグチャにする欲望のままの性行為。（9月23日、BAZOOKA）※オムニバス作品
- 人妻の無防備な胸チラにフル勃起しちゃった僕! ナンパして即ハメ中出し!!（10月7日、グリグリ）※オムニバス作品
- 露出拘束 捕われのアスリート（10月7日、山と空）
- クレアの挑発フェロモン …美人OLが悪女すぎて困るんです…（10月13日、アロマ企画）
- キャットラバーズ（11月1日、ダスッ!）
- オフィス レ・Zu・ビアン～社内のマドンナ二人はレズビアン～（11月1日、U&K）
- 愛する妻からの衝撃の寝取られビデオレター! 7 個室ビデオでエロDVDを見てたら妻が俺への当てつけで知らない男に種付けされた!（11月10日、Mr.michiru）※オムニバス作品
- ファーストクラス絶品妻ナンパ 連続イカセFUCK 生中出し 2（11月10日、ホットエンターテイメント）※オムニバス作品
- 逆3P痴女パラダイス（11月13日、ジャネス）※オムニバス作品
- 老働者に輪姦され性奴隷と化す巨乳未亡人（11月17日、グローリークエスト）
- 逆・時間よ止まれ!! エピソード0 神乳美乳巨乳の3人が時間を止めて本能剥き出し「逆・時止めSEX」で大絶頂!（11月25日、Rookie）
- 覚醒する乳感度と究極のオルガズム スペンス乳腺マッサージ（12月8日、マッサGoGo!!）※オムニバス作品
- SODファン大感謝祭!賢者タイムなし!何発も発射できる猛者が神!射精無制限ぜつりんバスツアー 超人気女優16人 VS 一般募集素人ファンによる夢の大乱交!総勢19名一泊二日79発射!（12月22日、SODクリエイト）
- 接吻レズビアン 若妻と女子大生 女同士だから味わえる甘美な快楽（12月22日、ヒビノ）
- 繰り返す夏の夜の不倫性交（12月23日、人妻花園劇場）
- ガチ淫! 痴女MAX（12月25日、ジャネス）

- 男を責め狂わす痴女 汗だく中出しセックス 2（1月1日、TEPPAN）※オムニバス作品
- パンチラで誘ってマンチラで堕とす ニオイたつ股間をこれでもかと見せ付けて男を誘惑する美女たちのいやらしい種付け誘惑（1月6日、Mr.michiru）※オムニバス作品
- SUPER HEROINE アクションウォーズ20 聖忍戦隊カゲレンジャー ～カゲブルーを襲う呪い地獄～（1月13日、GIGA）
- SODファン感謝祭 裏ぜつりんバスツアー 脱落者救済 熱血SEX塾 発射できないダメち○ぽは私たちがお仕置きよ(ハート)（1月19日、SODクリエイト）
- 初夢レズビアン。デビューする前から大好きだったひとと、夢のレズ解禁。（1月19日、ビビアン）
- ドSの蓮実クレアをドMのセックス・モンスターあず希が犯す。（1月19日、レズれ!）
- 完全主観でセンズリサポート 密室感がたまらないJerk Off Instruction Vol.2（1月19日、Fetish Box）※オムニバス作品
- オシャブリーナ フェラチオがしたくてたまらないおしゃぶり痴女（1月19日、Fetish Box）
- 【迷ったらコレ!】再生して3分で即ヌケます。巨乳、クビレ、美尻、全てそろった美女の超エロい淫語連発セックス!! 蓮実クレア 4時間（1月25日、ビッグモーカル）※単体ベスト
- ママ友たちと温泉旅行「子供なんだから一緒に入ればいいでしょ! 」混浴したら湯船は大人のボインだらけでチ〇コ勃っちゃった! 「ママには黙っててあげるから」元気な子供チ○ポに興奮した奥さんたちは寄ってたかってもてあそんでくれました。（2月2日、SWITCH）
- 変態快楽トリップ! 肉びらグイ込みレオタードオナニー（2月13日、痴ロモン）※オムニバス作品
- ドスケベ秘書のしーあがいなーほいそー系（足、長い、細い）のパンスト美脚が絡みつく中出しSEX（2月14日、ジャネス）※オムニバス作品
- 危険日直撃!! 子作りできる巨乳メイド（2月16日、Mr.michiru）※オムニバス作品
- ギネスクラスのパーフェクトボディー! 蓮実クレアのドスケベプライベートハメパコ動画流出!（2月20日、チキチキポッド）
- 「お願いここでして!」 田舎暮らしの人妻は家に居る旦那にバレないように玄関先や野外でドキドキSEXに燃え上がる（3月2日、SWITCH）※オムニバス作品
- 乳首もチ○ポも愛してあげる!チクビ責め手コキでイキ狂うM男クン 2（3月19日、Fetish Box）※オムニバス作品
- ノーモザイク・レズれ! 限界突破ver.（3月19日、レズれ!）※オムニバス作品
- Supreme Best蓮実クレア 2枚組8時間（3月24日、TMA）※単体ベスト
- スポコス レズビアン（3月24日、クリスタル映像/GESU）
- みだらなカラダ KIRAY Collection 07（4月13日、S-Cute）※オムニバス作品
- 逆ナンパ 蓮実クレア in名古屋（4月14日、Million）
- 厳しい母とその友人がエロすぎたから子作り（4月25日、ZUKKON/BAKKON）
- 門限までに帰りたい人妻風俗嬢による「必要以上」のサービスを見てにやにや楽しんだ。（4月25日、ワンズファクトリー）※オムニバス作品
- オスガズムWキャスト ～最強のOG2人がオスガズムに帰ってきたスペシャル（4月25日、MOTHER）
- 実録 婦女暴行事件（4月26日、ながえSTYLE）※オムニバス作品
- 一度もマ○コを見たことがない童貞息子に母がオナニー見せて性教育!パイズリまでのはずが勃起が止まらず近親相姦生挿入! 母性溢れるオッパイ鷲掴みにしながら父にはナイショで何度も中出し!（4月28日、V&R PRODUCE）※オムニバス作品
- 「お姉ちゃんのオ●ンコ我慢できる?」なんて誘惑してくる巨乳癒姉に暴発ギリギリ限界激ピストン!弟のチ○ポに自ら何度も跨り全身を仰け反らせ絶叫イキ狂う!（5月1日、GLAY'z）※オムニバス作品
- 妄想アイテム究極進化シリーズ THEボディジャック BEYOND ～憑依で運命を変えろ!魂タイムリープで過去に戻った俺は女子校生!?～（5月3日、ROCKET）
- 家事代行サービスでやってきた地味で大人しそうな清掃スタッフが、服の上からでも分かるほど物凄い爆乳でムラムラがとまらない! 2（5月3日、OFFICE K'S）※オムニバス作品
- 超絶倫童貞少年! もうヤメて!と逃げる義姉を追いかけハメまくる! 5 突然出来た義理のお姉ちゃんは超ヤリマン! いつも超無防備だからパンチラ胸チラしまくりでボクは毎日勃起しまくり!ボクの勃起をからかうお姉ちゃんもいつしか勃起にムラムラして発情!我慢できなくなって「フェラだけだったらいいよ…」と僕のチ○ポに…。貪りついてきたら最後、ボクももうフェラだけでは我慢できません!! 戸惑うお姉ちゃんを無視してとにかく腰を振って腰を振って色々な場所でヤリまくっちゃいました!! 何度も何度も発射してボクのチ○ポが勃起しなくなるまで何度もヤリました! ※もう何発ヤッたか分かりません!!（5月7日、Hunter）※オムニバス作品
- 家政婦を呼んだらまさかのデカ乳デカ尻のフロントジッパー競泳水着のオンナが!尻に食い込む水着!ハミ出るオッパイに興奮した僕は我慢できず即ハメ生挿入! 膣奥に響く激ピストンで豊満ボディを揺さぶりながら何度もイキまくり! 気持ち良過ぎて何度も中出し懇願!（5月12日、V&R PRODUCE）※オムニバス作品
- ふたなりヒロイン ～ザーメン徹底搾取作戦～（5月12日、GIGA）
- 最高のデカ尻BODY クレアさん（5月19日、MARRION）
- 「お願いもうやめて! もう何度もイっちゃてるって言ってるでしょう!」イってもイってもイキ止まらないハードピストンで義姉がエビ反り連続爆イキ!（5月19日、Hunter）※オムニバス作品
- 蓮実クレアの世界（6月14日、AVS Collector's）※単体ベスト
- 蓮実クレア レズれ! プレミアムベスト5時間（6月19日、レズれ!）※単体ベスト、
- マッサージで発情した美女たちが懇願する中出しセックス 実録（6月19日、マッサGoGo!!）※オムニバス作品
- 僕の寝取られ話を聞いてほしい いぶし銀の大工にカンカンと太釘を打ち込まれて寝盗られた妻（7月7日、JET映像）
- 毎晩自らオイルマッサージに励むデカ乳姉をこっそり覗く童貞弟が母性溢れる巨乳に我慢できずまさかのSEX懇願!人生初の筆下ろしに焦る弟を姉が優しく馬乗り生挿入!（7月14日、V&R PRODUCE）※オムニバス作品
- サセ神さま、ふたり。おじさん家 (ち)泊めて!!!【地味巨乳】寝取り中出し【メガネっ子】クレア、ユキ（7月28日、TMA）※オムニバス作品
- 淫汁オルガズム催淫中出し10連発（7月28日、REAL）
- 最強属性 12（7月28日、プレステージ）
- 時間を止められる男は実在した! ～新能力者・藤乗丈太郎登場!片思いのアノ娘を止めて犯る!編～（8月1日、SODクリエイト）※オムニバス作品
- ふたなり!薬を飲んだらチ○ポが生えちゃってレズ責めされちゃった私（8月13日、ワンズファクトリー）
- 淫乱セレブ妻 奥様、もうお止めください（8月18日、クリスタル映像/MADAM MANIACS）
- おち○ちんを褒めて励まし自信をつける最先端不妊治療クリニック（8月19日、ZUKKON/BAKKON）
- 【激シコ注意】巨乳ヤリマン美人妻! スタイル抜群のスケベボディーにキメパコ生姦（8月19日、チキチキカマー）
- 夢の一夫多妻 時間停止中出しSPECIAL 最強の能力を手に入れた男が8人の嫁と朝から晩までハーレム子作り性活（9月1日、本中） ※「AV OPEN 2017」企画部門 エントリー作品
- ビビアンズが衝撃の卒業発表!?業界内外から大集結!!ビビアンズ争奪大感謝祭!（9月1日、ビビアン） ※「AV OPEN 2017」マニア部門 エントリー作品
- レズビアンの昼下がり（9月7日、アタッカーズ）
- ハーレム婚で5人の妻と結婚し、毎日日替わり子作りSEX（9月8日、BAZOOKA）
- 舐められたくて舐めたい粘着メガネ腐女子（9月19日、MARRION）
- 蓮実クレアBEST vol.1（10月5日、グローリークエスト）※単体ベスト
- M男にささやき淫語W痴女（10月6日、OFFICE K'S）※オムニバス作品
- 久しぶりに働き出したデカ尻義母はパンツスーツを着用! ピタパン尻から浮き出るパンティーラインに息子は我慢できず即挿入! 旦那では体験したことがない豊満尻波打たせる激ピストンで何度も絶頂!（10月13日、V&R PRODUCE）※オムニバス作品
- お姉ちゃんの彼氏を寝取っちゃうふしだらな妹! 彼氏のヤグられ現場に遭遇しちゃった姉と妹でチ○ポの奪い合い!射精しても姉妹マ○コ全てに中出しするまで終わらないノンストップSEX!（10月20日、OFFICE K'S）※オムニバス作品
- 兄嫁は中出し着エロアイドル（10月27日、なでしこ）
- 美麗顔騎妻（10月30日、メディア総販ソレイル）
- 夢の国、キャスト募集中 ※交通費支給（11月10日、バルタン）
- SODファン大感謝祭!1日限りの限定オープン! Fカップ以上の巨乳女優が集まる本番も出来るおっぱいパブ（11月16日、SODクリエイト）
- 官能小説 妻の淫らな秘密～夫婦の愉しみ～（11月25日、MAX-A）
- 土下座痴女（12月1日、ワープエンタテインメント）
- SODファン大感謝祭! 歴代専属女優大集合! SODStar2名を含む超豪華人気女優16名と一般募集素人ファンによる夢の大乱交1泊2日! 総発射数68発!射精無制限ぜつりんバスツアー 2 (※素人男性18名参加)（12月21日、SODクリエイト）

- M男にささやき淫語FUCK（1月5日、OFFICE K'S）
- 女体化スキン 2 ～皮を被って異性に変身～ オフィス編（1月11日、ROCKET）
- キセキの逸材。女の子が大好きな敏感微乳の美少女がビビアンでAVデビュー!（1月25日、ビビアン）
- エロすぎる日本昔ばなし 7「乙姫とかぐや姫と織姫と彦星と金太郎」第13話 3姫トリプル竜宮城ギャングバング!（2月7日、桃太郎映像出版）
- 【今日だけ中出し性交】AV女優とプライベートで秘湯『生』パコ! 一泊二日、孕ませ温泉旅行。～思わず二度見!黄金比'神'のボディを持つオンナ 蓮実クレア二十六歳の場合～（3月13日、EROTICA）
- これで貴方も女を絶対イカせるマン 3 ～超初級編!～（4月13日、MOODYZ）※オムニバス作品
- セーラーミネルヴァ ～淫獄の花嫁修業～（4月13日、GIGA）
- 「一緒にお風呂入ろう!」ボインが急成長した親戚のお姉ちゃんが僕を子供扱いして体を洗いっこ。みるみる勃起してくる僕のチ○コにお姉ちゃんの興奮は隠し切れず二人っきりになれる部屋に連れこんで僕に性教育してくれました（4月26日、SWITCH）
- 最強属性 特別編（5月4日、プレステージ）
- 美少女、学内標的。レズビアンに狙われた女生徒。（5月7日、ビビアン）
- オ・ン・ナ♀ざかり（6月1日、ワープエンタテインメント）
- 私立喉じゃくり大学病院 精液吸引採取科（6月13日、MOODYZ）
- エロ水着着衣（7月8日、unfinished）
- 巨乳だから採用されたパートの内気な奥さんは2人きりになるとセクハラ絶倫店長のいいなり中出し」VOL.1（7月12日、DANDY）※オムニバス作品
- 渋谷のクラブで真正本物中出し大乱交ハードコアパーティ!!!!（7月26日、SODクリエイト）
- マイティーナイト・アルテミス2（8月10日、GIGA）
- イっても終わらない ビンカンな陥没乳首をビンビンに勃起させる人妻絶頂レズ 八乃つばさレズ解禁作品（8月19日、レズれ!）
- 拷問される女 マッドネス・セレナーデ vol.2 哀しき追憶の刻印と悪魔の性感媚薬（8月25日、Baby Entertainment）
- いじわるご奉仕 癒しの巨尻ソープ嬢（9月1日、MARRION）
- AV撮影現場で時間停止!素人男性に知らない間に射精されていたAV女優10人（9月6日、SODクリエイト）※オムニバス作品
- 睨まれ強制フェラ（9月7日、OFFICE K'S）
- いじめられっ子の僕の家に謝罪にきたいじめっ子の母親は悪びれもせず高飛車な態度。ブチ切れた僕はノーパン土下座を強要してそのままイラマチオからの強引にセックス!ヤリ過ぎたと思ったが実は若いチ○ポが大好きで次の日またやってきて挿れて欲しいと態度が豹変! 2（9月19日、VENUS）
- ウルトラM性感研究所 クラブ・ザ・サッキュバス 熱狂の淫殺女神アマゾネス 再起動! 女体拷問研究所壊滅プロジェクト（9月25日、AVS Collector'S）
- 異世界ファンタジー褐色美女と連続中出し性交（9月28日、TMA）
- 嬌艶の共演はやがて狂宴へ（10月12日、バルタン）
- NTRレズビアン ～僕の妻は会社の上司に寝取られました～（10月19日、レズれ!）
- 蓮実クレアが騎乗位スタイルでサービスしてくれる泡洗体マッサージ（10月25日、Mr.michiru）
- はだかの主婦 平塚市在住蓮実クレア (32)（11月1日、プラネットプラス）
- 【史上初】こんなAV無かった!!蓮実クレアがアメリカ合衆国コ○ラド州○ッキー山脈で3億円の財宝を探しに行く企画 【衝撃の最後…】（11月8日、SODクリエイト）[27]
- ASMR 常に耳元で囁きながら 脳内とろとろ淫語マッサージ（11月22日、SODクリエイト）
- 犯された人妻 猥褻ストーカー（11月25日、ながえSTYLE）※オムニバス作品
- ノーブラノーパンで挑発してくるスケベ奥さんが隣に引っ越してきた!（12月6日、グローリークエスト）
- バレたらヤバイ状況で密着しながら責めてくるW淫語痴女（12月14日、REAL）
- 女が女を襲う! 女監督ハルナのレズ痴漢バス case.05（12月19日、レズれ!）

- もしも…「蓮実クレア」が○○だったら…。（1月1日、プラネットプラス）
- 母子交尾 【早戸路】（1月7日、ルビー）
- お尻大好きしょう太くんのHなイタズラ デカ尻若妻3人大集合！編（1月17日、グローリークエスト）
- 100万×中出し 女が欲しいのは愛かお金か中出しか!!? AV女優37人の新感覚中出しサバイバル!!（2月1日、本中） ※「AV OPEN 2018」企画部門エントリー作品
- 狙い目は閑散期! 暇な平日昼間のヌキなし健全エステ店は貸切状態!（2月1日、MOODYZ）※オムニバス作品
- 悩殺ランジェリーナ（2月1日、h.m.p）
- 今日はお前らの乳首イジり倒してやるからな!!こねくり痴女責めで悶絶!寸止め!常にギュ～ン性交（2月13日、MOODYZ）
- 絶対領域痴女ハーレム 2  美脚に挟まれ身動きできず何度も中出しされちゃう!!（2月25日、痴女ヘブン）
- 働く綺麗なお姉さんにいきなり痴女られちゃった俺 3（3月7日、AKNR）※オムニバス作品
- 一般素人男性モニタリング企画 街頭インタビュー中にナイショでご本人登場!!波多野結衣 蓮実クレア 浜崎真緒と素人さんがご対面中出しSEX（3月8日、million）
- まるっと!蓮実クレア（4月1日、プラネットプラス）※単体ベスト
- 自称ドM、実は隠れドSだった奥さん。チ●ポを目の前にしてド淫乱覚醒。中年オヤジたちのザーメン搾り取る!!（4月27日、シャーク）
- マッサージで感ずる女たち（5月1日、OFFICE K’S）※オムニバス作品
- 男が動かなくてイカせてもらえる楽ちん快楽ご奉仕女神（5月17日、REAL）
- 俺の愛する妻は、数年前に上司に調教された中古の中出し肉便器だった（5月19日、ミセスの素顔/エマニエル）
- クールな女上司にセクハラされてレズの虜になる新米OL オフィスラブ（5月19日、レズれ!）
- 勃起したままの男を一切動かさないS字尻振り騎乗位エステで骨抜きにする美尻エステティシャン（5月23日、DANDY）※オムニバス作品
- 「ねぇ、今日はわたしの部屋に来てくれない？」デカ尻な隣人2人に杭打ち騎乗位される毎日。（6月1日、MOODYZ）
- ゆ～っくりね～っとりじ～っくり男を責めて快楽絶頂に導くスローSEX痴女4本番（6月14日、BAZOOKA）※オムニバス作品
- 美人巨乳教官が指導してくれる褒めて褒めて褒めちぎるSEX教習所 パワーアップした第2弾!（6月14日、BAZOOKA）※オムニバス作品
- 蓮実クレア PREMIUM BEST! 15作品 5時間（6月14日、V&R PRODUCE）※単体ベスト
- 爆乳エロカワ女王様、「私をイカせられなかったらおしおきよ!」ドM中年に快楽調教!（6月22日、オイスター海運）
- 女体化堕ち捜査官（7月7日、アタッカーズ）
- じんかくそうさ洗脳催眠～男を下に見る高慢女上司を催眠で主従逆転人格操作編～（7月7日、山と空）
- 旦那からの着信は不倫セックス中!!不倫相手に促され電話に出た人妻は、必死に喘ぎ声を押し殺してはいたが、行為がエスカレートし興奮度はMAXに!絶対にバレてる!? 8（7月12日、UMANAMI）
- メスイキの神髄に出会ういつものオナニーより精子がビュルビュル出るドライオーガズムの世界～入門編（7月25日、痴女ヘブン）
- ミラクル乳首責め回春マッサージ 絶対連射させちゃうビーチク＆チ○ポW刺激ハーレム!!（8月13日、MOODYZ）
- 蓮実クレアと22人のM男（8月30日、ワープエンタテインメント）
- 「ねぇ、チ〇ポしゃぶるだけならイイでしょ」種搾りフェラでお口マ〇コに中出しさせられる毎日。旦那とセックスレスな人妻2人にチ〇ポを狙われている隣人のボク…。（9月13日、MOODYZ）
- 【完全主観】巨乳ナースだらけの病棟に入院したボクのエロすぎるハーレム看護日誌（9月13日、BAZOOKA）
- 出張先のビジネスホテルで女上司2人とまさかの相部屋W杭打ち騎乗位で朝まで中出しされるボク…。（9月25日、痴女ヘブン）
- 愛されすぎてイッてるのに止めてくれないツンデレ痴女姉妹（9月25日、ダスッ!）
- 汁男優としてAV撮影現場に参加したボク!人気女優4名に惚れられて、撮影中に痴女られまくりハーレム!（9月26日、SODクリエイト）
- ～ある日、オヤジがレジェンドAV女優と再婚した～ セックスの天才姉妹に全力中出し誘惑され続けた僕。（10月1日、MOODYZ）
- ～夫の上司に犯される最強美女～捜査官を辞めて妻になったのに…（10月1日、MOODYZ）
- ヤリマンワゴンが行く!!ハプニング ア ゴーゴー!! 蓮実クレアとリズの珍道中（10月7日、桃太郎映像出版）
- 【完全主観】満足度業界NO.1! 働きたい男性をサポートするHな転職エージェントのお仕事（11月8日、BAZOOKA）
- 治験バイトに行ったら…まさかの勃起薬!ハーレム状態で何度も勃たされひたすらヌかれ続けた。（11月13日、MOODYZ）
- もし男を自由に使っていいと言われたら（11月13日、S-Cute）※オムニバス作品
- 今日はお前らをデカ尻杭打ちピストンしてやるからな!!むっちり顔騎責めで窒息!寸止め!常に挟み撃ち性交（12月1日、MOODYZ）
- 深夜バイトNTR ～最愛の妻とイケメンバーテンとの最低な浮気中出し映像～（12月7日、PREMIUM）
- クーデター失敗　人生の大逆転を目論んだ女が罠にはまってさらに堕ちていく…（12月7日、ビビアン）
- 「あんたの奥さんムカつくんだよね」町内会の痴女妻たちが何度も強制中出しさせる逆NTR輪姦（12月12日、DANDY）
- 性交クリニックファン感謝祭 2019 7性交×ノースキン中出し性交処置×235分SP!!（12月12日、SODクリエイト）
- 一般宿泊客をところ構わず逆ナンパ!巨乳AV女優ヤリまくり温泉旅館（12月13日、million）
- 超接写! 乳首で何度もイキまくるアルティメットおっぱい Vol.2（12月13日、BAZOOKA）※オムニバス作品
- 夫の不倫を知ってしまい悶え狂った私（12月13日、NAGIRA）
- 美少女中出し島 10周年大感謝祭スペシャル!!超ハイテンション中出し大乱交（12月25日、本中）
- 僕、もういい加減挿れたいんだってばぁ!!焦らし挿入ばかりで全然挿入＆射精させてくれない!その後の、もの凄いブンブン騎乗位で何度も中出し!!（12月25日、本中）
- 出張先のビジネスホテルでずっと憧れていた女上司とまさかまさかの相部屋宿泊（12月25日、マドンナ）
- パンティストッキングフェティシズム～パーフェクトボディで魅せる悩殺着衣性交～ （12月25日、 SEX agent）

- 嫁の不在中、義姉2人に逆3Pで痴女られまくったボク…（1月7日、PREMIUM）
- ささやき淫語で男性を確実に昇天させる絶品中出しチャイナエステ（1月17日、BAZOOKA）※オムニバス作品
- ハレンチ指導で泳ぎがぐんぐん上達!!競泳水着巨乳インストラクター（1月17日、BAZOOKA）
- 部屋結界 2 ～いらっしゃいませ～僕だけの淫乱レストランへ ウヒ!～（2月6日、SODクリエイト）
- 声出したら中出し! 美少女孕ませきもだめし林間学校（2月25日、本中）
- セックス筋が究極進化!左右自在に動く尻で超射精されちゃったボク…（3月1日、MOODYZ）
- W痴女に挟まれ逆3Pセックス（3月7日、PREMIUM）
- 終電を逃したインテリ黒パンスト女上司2人が僕の自宅に!チ〇ポに飢えたほろ酔い状態の女たちに朝まで死ぬほど射精させられた!（3月13日、V&R PRODUCE）
- 淫蜜拷問女人集団 ポルチオレズエステ 禁断究極施術Gショット!!悶絶膣口調教（3月19日、レズれ!）
- 朝がくるまで射精させる種搾りプレス（3月25日、痴女ヘブン）
- 殿堂! スーパーアイドル4時間 蓮実クレア 2（3月27日、million）※単体ベスト
- 彼氏交換寝取り合いハーレム3P 痴女彼女とその友達痴女にW杭打ち騎乗位でイッてるのに何度も中出しされた逆追撃NTR日（4月1日、MOODYZ）[28]
- 蓮実クレアと篠田ゆうのW凄テクを我慢できれば生★中出しSEX!（4月1日、ワンズファクトリー）
- ボクに淡い恋心を抱いていたらしい幼なじみが風俗通いを知って激怒。 「そんなにフェラが好きなら私がイヤってほどしてあげる!」とイってもイっても24時間しゃぶられ続けたボク…。（4月7日、PREMIUM）
- 夫の目の前で犯されて― 愛されていない私（4月7日、アタッカーズ）
- 「ねぇ…久しぶりだね…」両想いだった幼なじみと布団の中で隠れて汗だく舐め合い密着中出しSEX（4月10日、V&R PRODUCE）※オムニバス作品
- 美人捜査官 囚われ時の為の対・快感訓練（4月13日、MOODYZ）
- 射精寸前チ○ポを低速こねくりグラインドで焦らしてから爆速杭打ちピストンで射精ギリギリに追い込む変速ギアチェンジ騎乗位 ぶっこ抜き3本番スペシャル（4月13日、アリスJAPAN）※Blu-ray 同時発売
- 不純異種交遊 エルフNTR（4月25日、ダスッ!）
- 「もう射精してるってばぁ」メンズエステ連続射精・追撃男潮!!汁搾り出し絶頂コース（5月1日、MOODYZ）
- 一夫多妻制2 大嫌いな中年オヤジと強制ハーレム中出し!（5月1日、MOODYZ）
- 密着大好きお姉さんが耳元で淫語を囁きながらず～っと乳首を責めてきます…。（5月2日、ワープエンタテインメント）
- 欲求不満な人妻のまたがりながら濃密キスセックス（5月7日、PREMIUM）
- レズに目覚めた新人OLそっちのけで女上司2人が杭打ちしまくるおあずけ騎乗位ペニバンレズ（5月19日、レズれ!）
- 仕事帰りの性欲を持て余したお姉さんが奥までビショ濡れイキ狂い（5月29日、ワープエンタテインメント）
- 淫らな口をした美容部員のデカ尻義姉がほろ酔いで帰宅! 童貞の僕を挑発しながら全身リップで舐め回し! 常にキスしながら何度も中出しさせられた!（6月12日、V&R PRODUCE）※オムニバス作品
- ママさんバレーに通うハイレグブルマを穿いたチ○ポを欲しがるご無沙汰妻たちは卑猥な腰振りで何度も大絶頂! 23名5時間!（6月12日、V&R PRODUCE）※オムニバス作品
- ひとりじめ（6月13日、ダスッ!）
- 逆4P痴女テクでイカせてやんよ! 波多野結衣が男潮を吹かせながら乳首責めで大槻ひびきが絶頂させトドメのアナル責めで蓮実クレアが犯す 完全射精フォーメーション（6月25日、痴女ヘブン） ※Blu-ray版同時発売
- くどいほど乳首殺し（7月1日、OFFICE K’S）
- 蓮実クレア バイノーラル淫語 スーパーベスト 5時間（7月1日、OFFICE K’S）※単体ベスト
- 航空会社勤務の黒パンスト穿いたデカ尻姉に媚薬と睡眠薬を同時に飲ませた! キャビンアテンダントの制服姿で眠る姉を拘束固定バイブ! 覚醒したカラダは弟に激ピストンされ膝をガクガクさせながら何度もイキ乱れた! 3（7月10日、V&R PRODUCE）※オムニバス作品
- 女の口はエロス溢れる性器なり 神淫語 カウパー液がジワッと広がる大人の囁き（7月13日、AVS collector’s）
- 卑猥な言葉で男の体を支配する淫語痴女（7月25日、SEX Agent/妄想族）※オムニバス作品
- 腰振り解説動画が520万再生された杭打ち伝道師・蓮実クレアの騎乗位30本番4時間BEST（7月25日、痴女ヘブン）※単体ベスト
- 乳首とチ○ポを同時に責めながらすんごい淫語で煽るくせになかなかイカセてくれない卑猥な寸止め痴女（8月1日、Fitch）
- 童貞を卒業しに行ったソープで出会った年上のお姉さんとおれのどエロすぎて切ない初恋（8月1日、MOODYZ）
- 出張先の相部屋で見下していたクズ部下に犯されて…（8月7日、PREMIUM）
- 巨乳女教師の誘惑（8月19日、OPPAI）
- 本中10周年記念作品!! 美少女中出し島完全版おもてもうらも全部見せちゃいます! 240分SPECIAL（8月25日、本中）
- 潜入!! 噂のリンパマッサージ店 3（9月4日、LEO）※オムニバス作品
- 乳首オフパコしない?（9月7日、犬/妄想族）
- W女捜査官の誘惑尋問 容疑が晴れるまで杭打ち中出し拷問され続けた身柄拘束三日間（9月13日、MOODYZ）
- 一流AV女優が教える男を喜ばせるSEXメソッド ～もう一回ヤリたい!と思われる女へ～（9月13日、ダスッ!）
- 痴女の天才! 蓮実クレア絶対イカせる腰使いデカ尻杭打ちピストンラッシュ（9月13日、MOODYZ）※単体ベスト
- 担任の私と男子生徒が涎を垂れ流し何度も夢中で舌を絡めるご両親不在のベロチュウ家庭訪問（9月19日、VENUS）
- 一般男女モニタリングAV 特設マジックミラー部屋でラブラブ大学生カップルが男女に別れてAV女優＆男優の凄テクイキ我慢に挑戦!! ドS痴女女優・蓮実クレア×素人男子大学生 (彼氏)/ (彼女) 素人女子大生×デカチン激ピストン男優 編（9月19日、DEEP’S）
- 嫁のお義姉さん僕を大胆に誘惑寝取り（9月25日、h.m.p DORAMA）
- FINAL FUCKER.VH MAKELOVE（9月25日、TMA/COSCRAFT）
- キ○タマ空っぽ! デカ尻Wエステティシャンの強●連射ハーレム施術が大人気!（10月1日、MOODYZ）
- 本番中出しOK! W乳首責め特化型ニューピンサロ（10月1日、ワンズファクトリー）
- 僕のミスで残業→終電逃し宅飲み説教→逆セクハラ中出し! 反り腰W女上司が朝まで交互に挟み撃ち騎乗位! 金玉カラカラ14発ザーメン絞られた夜。（10月13日、E-BODY）
- 搾精病棟 〜性格最悪のナースしかいない病院で射精管理生活〜（10月23日、TMA）
- BAZOOKA Premium Legend 蓮実クレア 4時間BEST（10月23日、BAZOOKA）※単体ベスト
- ド痴女お姉さんに常に乳首イジリされながら何度も射精され、男潮も吹かされる僕（10月25日、痴女ヘブン）
- メスイキ病棟非情のドライオーガズム逆痴漢ナース（11月1日、MOODYZ）
- 逆NTR 家庭崩壊ドラマ マンション隣人はAV女優 蓮実クレア 彼女の上手すぎるセックスにボクは完堕ちし新婚生活は完全終了。（11月13日、million）
- 実は超どストライクだった母と混浴で二人きり… 子供だからと油断して無防備に晒した裸体にギンギンに勃起した僕が犯した過ちの一部始終。2（11月13日、Nadeshiko）※オムニバス作品
- レッスンで伝えるレズAVのメッセージ ～2人が愛し合うまでの1日～（11月19日、レズれ!）
- ドS看守 「もう射精してるってばぁ～」 連続中出し! 追撃男潮! メスイキ! 痴女られ監獄生活（11月25日、痴女ヘブン）
- 嵐の夜、会社に閉じ込められた女上司と二人きり（11月27日、グローバルメディアエンタテインメント）
- ラッキーな胸チラを発見し、気づかれないように見てたけど、やっぱりバレてた?! 15 ～ヨガインストラクター編～（12月4日、LEO）※オムニバス作品
- 巨乳で巨尻の看護婦さんにじっとりネットリ痴女られて…入退院を繰り返すボク（12月7日、PREMIUM）
- クリスマスイブにあの女上司2人とまさかの深夜残業密着ささやき騎乗位で朝まで何度も中出しさせられた僕（12月25日、痴女ヘブン）
- 催淫洗脳された巨乳妻は嫌がりながらも淫乱ビッチになっていた（12月25日、ダスッ!）

- 市来まひろは蓮実クレアに犯されたい（1月7日、ビビアン）
- クビにされた腹いせに気高い女社長を縛って媚薬で犯す。…はずが、拘束されたままケダモノ痴女化! キメセク返り討ちで逆レ×プされたボク（1月13日、MOODYZ）
- やっぱり、妻が好きだ! 倦怠期だった僕ら夫婦が久しぶりにSEXしたら... やっぱり体の相性抜群で朝まで何度も求め合った!!（2月1日、MOODYZ）
- 「ふふふっ おばさんのマ○コとあの子のどっちが気持ちいい?」 娘の彼氏を誘惑してつまみ食いスキモノお母さん（2月26日、人妻花園劇場）
- ビビアン×蓮実クレアの女子大生限定!「えっ、今からここで見せるんですか?」と戸惑う素人さんをキスと愛撫でその気にさせパンティぐっしょりレズキス体験。 超恥ずかしいビクビク濡れたてシミ付きパンティこれくしょん。素人10人240分!（3月3日、ビビアン）
- 平日の暇な時間帯のメンズエステでW施術を薦められてお願いしたら欲求不満な奥さまセラピストに連続射精させられた VOL.3（3月25日、DANDY）※オムニバス作品
- 痴女3姉妹にイカされ続ける 膣絞りM性感HOUSE（4月9日、million）
- 不倫セックスの一部始終を語りはじめた妻に鬱勃起が止まらなくなり… 浮気なカラダを激しく責め立てながら妻に詫びを入れさせた話（4月13日、アリスJAPAN）
- メスイキエステ 夢のドライオーガズム&絶頂ところてん発射!! 堪能コース（4月25日、痴女ヘブン）
- 彼氏が出来た義姉がヤリチンの弟とSEXの練習! 膣搾り杭打ち騎乗位中出しプレス（5月7日、BeFree）
- 自分しか知らない性欲バブリーな上司の嫁 上司 (旦那) が出張中に卑猥ボディコンで挑発されクラブで男捕まらない腹いせに朝までチ○ポ喰われまくった僕（5月13日、MOODYZ）
- ド痴女ハーレム 綺麗なお姉さんに挟まれ囲まれて何度も中出しさせられる!（6月7日、PREMIUM） ※Blu-ray版同時発売
- まるっと! 蓮実クレア 2（7月1日、プラネットプラス）※単体ベスト
- 痴女られスイートルーム ドS美女姉妹にホテルへ呼び出された僕は拘束! 挟まれ! 身動き出来ず! 連続射精・追撃男潮で24時間犯されて…（8月25日、痴女ヘブン） ※Blu-ray版同時発売
- 危険日直撃!! 子作りできるソープランド 31（9月9日、Mr.michiru）
- あなたの射精を完全支配 焦らし早出し絶対連射! W極細スレンダー巨乳メンズエステティシャン 有坂深雪 蓮実クレア（9月21日、E-BODY）
- 【日常エロ】偶然遭遇した夢のようなエロシチュエーションで普段なら絶対無理めな彼女とのラッキースケベな体験がコチラ（6話）3（10月8日、LEO）※オムニバス作品
- 追撃の達人 一回の射精で終わると思ったら大間違いよ（10月26日、クリスタル映像/NITRO）
- 相部屋でメスイキ筆おろしハーレム! 2人同時に乳首・亀頭・前立腺責め快楽拷問（11月2日、ワンズファクトリー）
- Wデカ尻お姉さん 篠田ゆう 蓮実クレア 34SEX12時間BEST（12月28日、痴女ヘブン）※共演作や単独作からベストシーンを収録した篠田ゆうとの連名ベスト版

- こんなお尻見せつけられたら後ろから種付けしたくなるのは仕方がない… 2（2月10日、LEO）※オムニバス作品

- 蓮実クレア2枚組ハイパーベスト7時間44分（2月14日、セレブの友）※単体ベスト

- ポッチンヨガインストラクター総勢17人大胆なポーズで胸チラ横チラ谷間チラっ!!（3月7日、LEO）※オムニバス作品
- 美女ベスト蓮実クレア4時間 スレンダー巨乳マドンナ 2（8月13日、Mellow Moon）※単体ベスト
- 伝説の痴女クイーン! 蓮実クレアBEST64本番! 112発! 1440分!（12月31日、痴女ヘブン）※単体ベスト

### VR
- 大迫力潮吹きオナニー（11月10日、KMPVR）
- お願い、今日は中に射精(だ)してほしいの…（11月10日、KMPVR）
- チ●ポ奪い合う女たち（11月10日、KMPVR）
- チ●ポ奪い合うナースたち（11月10日、KMPVR）
- 神フェラ天国（11月10日、KMPVR）
- Wオマ●コ拘束玩具責め（11月10日、KMPVR）
- ムレた足で犯されたい!（11月10日、KMPVR）
- 黒太中毒（11月10日、KMPVR）
- 蓮実クレアの淫語＆痴女VRSEX（12月6日、TMA）
- 欲求不満なママ友の神レベルな巨乳巨尻圧迫（12月23日、CASANOVA）
- 俺の彼女のイタズラ巨乳コキがスゴ過ぎる（12月30日、CASANOVA）

- ハイスペ妹2人のオナニーで超フルボッキ事件（1月13日、CASANOVA）
- 超大当たりデリヘル嬢の発情フェラ（2月10日、CASANOVA）
- 両思いな部下とついに一線越え!（3月3日、CASANOVA）
- 姉の過激な性教育で弟チ○ポが急成長（3月17日、CASANOVA）
- 射精のプロ! AV女優の極上テクニック体験（3月24日、CASANOVA）
- 夢のトリプル共演!! 有名女優がデリヘル嬢になっちゃた!! 四方八方から繰り出される超絶テクニックに耐えられるか?! どこを見ても天国確定!! 本物呼ぶよりこっちでしょ!!!（3月31日、KMPVR）
- 超豪華!! 3人の有名女優とどスケベ王様ゲーム!! VRだから実現できる夢の空間でたっぷりヌイちゃって!!（3月31日、KMPVR）
- どスケベ巨乳秘書が僕のチ●コを争奪戦!! 何度も求められるエロの猛攻はまさに究極の快感!! 貴方はどっちがタイプ??（3月31日、KMPVR）
- 究極の御褒美W中出しセックス!! ねっとりたっぷりの濃厚キスに、目の前でくぱぁしながらチ●コを願望!! もう給料なんていりません!!（3月31日、KMPVR）
- KMP15周年特別企画 60億分の1の確率に見事当選!! 超豪華10人共演 夢の極上ハーレムスペシャル!!（4月21日、KMPVR）
- KMP15周年特別企画 夢の10人共演! 催眠術でモテまくりヌキまくり僕だけのおチ●ポハーレムスペシャル（4月21日、KMPVR）
- KMP15周年特別企画 集団おしゃぶりナース 3DVRでオチ●ポ奪い合い（4月21日、KMPVR）
- KMP15周年特別企画 集団痴女ナース 超リアル連続中出しSEX（4月21日、KMPVR）
- もしも彼女が蓮実クレアだったら…夢のヴァーチャル中出しSEX（4月25日、WOW!）
- 見つめてヴァーチャルフェラ（5月7日、WOW!）
- 本中 VR 超3DVR本物中出し 8人のオレ嫁たちに必死で子作りせがまれるハーレム中出しSEX（8月1日、本中）
- た～っぷりベロチューしながら巨乳お姉さんとたっくさん生中出しSEXしちゃお（8月19日、KMPVR）
- ハーレム婚でエッチな美人妻たちと結婚し、毎日日替わり子作りSEX【りのの日】（8月23日、KMPVR）
- 童貞性教育（9月22日、CASANOVA）
- ハチャメチャOL総務部4課（10月13日、アロマ企画）
- 神フェラ＆Wオマ●コ玩具責め＆潮吹きオナニー（10月27日、KMPVR）
- 巨乳お姉さんと貸切露天温泉で蜜月不倫。今日だけは奥さんのコト忘れて私のナカに出して欲しいの…（10月30日、KMPVR）

- 射精コントロール! オナ指示痴女 vol.11（3月9日、CASANOVA）
- 蓮実クレアと見つめながらラブラブセックス（5月2日、フェッチVR）
- リアル性教育!! 3D VRだから童貞でもセックスが楽しめる!!（7月26日、KMPVR）
- どぴゅっ×9 連続射精!! イっても止めない淫乱超高級エステ嬢と超濃密生中出しセックスしよ!（8月1日、KMPVR-bibi-）
- ドスケベ性交（8月30日、フェッチVR）
- 某旅館と専属契約を結んでいる超ハイレベルなピンクコンパニオン（9月21日、CASANOVA）
- 黒ギャル女子●生たちとハーレム中出し性交 ～修学旅行中に相部屋のイケメンの友達目当てに部屋に来た黒ギャルグループに僕は童貞を奪ってもらい何度も中出しセックスさせてもらった～（9月30日、TMA）
- 超VIP席! 巨乳美女達の見せ付けレズ（10月19日、CASANOVA）
- ゾンビVR（10月26日、SODクリエイト）
- JOI 逆痴漢電車 淫語痴女生中出し膣内射精SEX（11月6日、KMPVR-bibi-）
- スパイダー騎乗位三姉妹（11月28日、KMPVR）
- お姉さんずラブ ～ある日、僕は社内でセックスした。～（11月29日、まるはんVR）※オムニバス作品
- 王様として君臨できる世界（12月7日、MOODYZ）
- 会員制ソープランドで出てきたのは学年で一番可愛かったあの子! 弱みを握られて無理矢理働かされていた彼女を僕は奴隷のように犯しまくった。（12月14日、アタッカーズ）
- 長尺VR 蓮実クレアがあなたのチクニーたすけてア・ゲ・ル♡（12月18日、TMA）
- 女性司書2人に責められてどんなに感じても絶対に声を出してはいけないVR 中出し3Pセックス サイレント図書館（12月22日、KMPVR-bibi-）
- アダルトVR史上最強神テク女優!! 蓮実クレア COMPLETE BEST（12月22日、KMPVR-bibi-）※単体ベスト
- 長尺VR OVER HEAT ～発情した絶世の美女守護者統括アル○ド～（12月31日、TMA）

- 世界で一番エロく見える蓮実クレアの生々しいフェラチオと気持ち良すぎるSEX（1月4日、ROOKIE）
- 世界で一番中出し精子を子宮で受け止める女の子の超!気持ち良い種付けSEX（1月18日、ROOKIE）
- 赤ちゃん言葉でアナタをあの頃に戻してくれる究極の癒やし体験! 大人を預かってくれる巨乳無認可保育園!（1月24日、KMPVR）
- ボクの家にあのAV女優の蓮実クレアが!? SSS級の神テクに何度もヌかれたSEX体験SPECIAL（2月14日、KMPVR）
- HQ高画質対応 射精コントロール! オナ指示W痴女SPECIAL（3月1日、CASANOVA）
- 3種の新薬により引き出された本能剥き出し性交（3月11日、KMPVR）
- 何度イッてもチ●ポを離さない! 足腰ガックガックになるまで貴方の事を求め狂う超密着ドアップ汁だく接吻しまくり3連続中出しSEX（4月17日、エロタイムVR）
- HQ高画質【やったぜ長尺VR】 痴女看守達が君臨する夢のどスケベ刑務所（4月17日、KMPVR）
- 劇的高画質 蓮実クレア【2発射】 レ●プ犯は許さない…!（5月18日、ブイワンVR）
- シコシコはかどるシチュエーション! ビデオボックスで全裸チ○ポをガン見されながらJOI!からの密室SEX! 蓮実クレアのAVでオナニーをしようとして〈全裸待機中〉のボクの元にホンモノがやって来た!（5月21日、ワンズファクトリー）
- ウェルカム新時代! KMPVR史上最大の長尺ストーリー! LIFE!!～とある天使に導かれ…人生丸ごとモテ期になったボクと、10人の美女たち～（6月5日、KMPVR-彩-）
- 「シコっていっぱい出すのよ…」 自慰行為も知らない童貞の僕を見かねた母が目を見つめながらオナニーサポート! ベロキス/耳舐め/濃厚フェラ/相互オナニーで射精を促すも僕のギン勃ちチ○ポに我慢できず筆おろし生挿入! 絶対ナイショの近親相姦中出しSEX!（6月14日、V&RPRODUCE）
- いつもは高飛車な女上司はほろ酔い状態になるとパンスト穿きながらベロキス/耳舐め/脚コキ/濃厚フェラ/対面座位で密着しながらチ○ポ挿入! 欲求不満すぎて自ら激ピストンさせながら何度も勝手に絶頂!（6月28日、V&R PRODUCE）
- MOODYZハイクオリティハーレムVR ミニスカ絶対領域痴女られまくりSPECIAL 抜群のスタイルと痴女スキル。密着! パンチラ! 淫語! 唾液! でアナタに群がりヌキまくる240分高画質!（7月17日、MOODYZ）
  - 本作品を収録したアウトビジョンVRスコープ専用ソフト『ミニスカパンチラポリス24時 VR／ミニスカ絶対領域痴女られまくりSPECIAL』（OVVR-052）が2021年6月15日に発売された。
- 【HQ画質】セクシーランジェリー痴女に羞恥ポーズで固定され杭打ち【ちんぐり騎乗位】（10月31日、SODクリエイト）※オムニバス作品
- 新人CAの僕が配属先で出逢った先輩人妻CA達に痴女S教育指導で勤務中ところ構わずしごかれる機内研修VR（11月15日、マドンナ）
- 超精細カメラ撮影 オナ焦らし! ～限界まで我慢して超快楽へ導く進化型射精コントロール～（12月6日、CASANOVA）
- 唾液交換VR 女性のツバを飲みたい! 女性にツバを飲ませたい! そんなアナタの願望が叶う! 大量のミックス唾液でヌルシコノーモザイクJOI!（12月20日、ワンズファクトリー）※オムニバス作品
- 目の前で繰り広げられる臨場感満載の舌と口と喉の動きがわかるディルドイラマチオ（12月25日、ROOKIE）※オムニバス作品
- 本中10周年記念3Dバーチャルトリップ!! 美少女中出し島VR!! 10人のオマ○コをアナタだけが独り占め!! ハイクオリティハーレム中出し22連発SPECIAL!!（12月25日、本中）

- 恥ずかしい恰好でSEXして恥ずかしい顔を目の前で見れるイキ顔ドアップVR（1月8日、ROOKIE）※オムニバス作品
- 騎乗位ロボ KUREA 人工知能を持った人型オナホ―ル（1月20日、SODクリエイト）
- 超Sランク嬢の出張変態ヘルス～ご主人様コース～（1月24日、CASANOVA）
- オイルローションVR（3月6日、KMPVR）※オムニバス作品
- 脳ミソぶっ壊れる∞絶頂地獄 卑猥な囁き声が鳴り響く絶対固定ROOM（3月18日、KMPVR）
  - 本作品を収録したアウトビジョンVRスコープ専用ソフト『脳ミソぶっ壊れる∞絶頂地獄ROOM 蓮実クレア／本気汗×本気汁の孕ませ中出しSEX 石原希望』(OVVR-072)が2021年7月15日に発売された。
- ボンデージ騎乗位クイーン（3月31日、TMA）
- ケツマ○コでメスイキ体験!! トリプルアナル責めSPECIAL VR 敵対組織に囚われたボク… 痴女スペシャリストのペニバンでアナルを貫かれてバーチャルメス化オーガズム!!（4月1日、ワンズファクトリー）
- まるで別の生き物のような女上司の種搾り騎乗位が嫌で嫌でしょうがないです（4月2日、KMPVR-bibi-）
- 悪戯夜這いVR（4月5日、KMPVR）※オムニバス作品
- VSモ●ガン アルティメットSEXバトルロワイヤル（4月30日、TMA）
- 美尻コンテストの控室でデカ尻お姉さん達に狙われたスタッフのアナタ!! 本番に向けてのパンプアップで杭打ち騎乗位、顔騎、ハーレム尻コキで夢の痴女られタイム突入～!!（6月10日、MOODYZ）
- 人間椅子VR (Human Chair VR)  顔面騎乗 & チ○ポ騎乗で息が詰まるほど痴女られまくり! あお向けアングルW巨尻SPECIAL!!（6月24日、ワンズファクトリー）
- まんぐり天国（7月9日、KMPVR）※オムニバス作品
- 【朗報】AV男優面接に行ったら面接官がまさかの蓮実クレアだった件。（7月10日、Hunter）
- 蓮実クレア SPECIAL VR BEST（8月31日、TMA）※単体ベスト
- 君は「蓮実クレアの天井特化アングルでの騎乗位」に耐えられるのか?（9月3日、KMPVR）
  - 本作品を収録したアウトビジョンVRスコープ専用ソフト『天井特化アングルVR 八乃つばさ 稲場るか 蓮実クレア』(OVVR-068)が2021年7月15日に発売された。
- 私は絶対お前なんかに屈しない! 鋭い眼光で睨み続ける囚われの捜査官レイプVR（9月9日、アタッカーズ）
- REAL15周年記念企画! 射精管理スペシャルVR!!（9月16日、REAL）
  - REAL15周年記念企画! 天井特化アングルVR ～射精管理 蓮実クレア編～（12月21日、REAL）※「REAL15周年記念企画! 射精管理スペシャルVR!!」から蓮実クレアのシーンを抜き出した作品。
- FINAL FUCKER VR MAKELOVE（9月30日、TMA）
- AV女優のペットやってます。 (飼い主：蓮実クレア)（10月1日、SODクリエイト）
- W女上司がドスケベ淫語でアナタをず～っと痴女りまくり!! in 密オフィスVR（10月7日、ワンズファクトリー）
- 痴JOI!（10月9日、CASANOVA）※オムニバス作品
- 新感覚スローモーションVR ヌキやすいフェチポイントをじっくりスローモーションで見れるVR（11月4日、ROOKIE）※オムニバス作品
- 蓮実クレア COMPLETE SPECIAL BEST（12月11日、KMPVR）※単体ベスト

- 蓮実クレアと枢木あおいの超ささやき淫語W痴漢SPECIAL VR 電車内JOI・トイレ内フェラ・図書館内逆3P!! 抜群のコンビネーション×ノンストップで淫語に浸りつづけて脳みそとチ○ポがトロ～トロ体験!!（1月12日、MOODYZ）
- 1日1人限定。眠っていた男の最高感度を引き出す美魔女の副業。（1月18日、KMPVR-bibi-）
- 隣国のビキニアーマー女戦士にスパイ容疑をかけられて、幽閉&逆レ●プされた僕! 精子と情報を絞り取られ、男性奴隷にされる!（1月21日、SODクリエイト）
- 天井特化アングルVR 絶頂リラクゼーションASMR ～淫音と淫語で快楽射精!!～（1月22日、KMPVR）※オムニバス作品
- BARで出会った最高の人妻と無限不倫。弩級の痴女妻に一方的に犯され続ける最新式エロの方程式 （2月1日、AverVR）
- メスイキVR射精を超える超快感ドライオーガズムの世界（2月19日、痴女ヘブン ）
- 卑猥な身体を魅せつけながら痴女が唾液を垂らす（2月22日、KMPVR）※オムニバス作品
- 指咥えさせJOI&窒息JOI 新たな性感帯で喉イキ誘発VR!!（3月8日、KMPVR）※オムニバス作品
- 乳首だけでイカせる技術（3月17日、KMPVR）
- 天井特化アングルVR ～モーストデンジャラスコンビ～（4月5日、KMPVR）
- 亀頭刺激専科 早漏改善クリニック 執拗に焦らし繰り返すチ●ポ鍛錬プログラム 主治医:蓮実クレア（4月8日、KMPVR）
- 男を弄び続ける悪魔の予測不可能な種搾りプレス（4月10日、KMPVR）
- シコってたら下着姿のエロいお姉さんがあらわれて耳舐め/ベロキス/顔面舐められまくりの濃厚セックスをした【生ハメ】顔面舐め手コキ＆パイズリと対面座位と顔面舐められ正常位とバックと先っぽ低速ハメから高速ギアチェン杭打ちピストン騎乗位【中出し】（4月29日、アリスJAPAN）
- 特化VR ～顔面～（5月14日、KMPVR）※オムニバス作品
- 蓮実先生のスパイダー騎乗位で強制中出しさせられた直後に大浦先生の杭打ち騎乗位で連続中出し! W巨尻痴女教師の逆追撃ピストンで射精後に即おかわり射精しちゃう僕。（6月1日、E-BODY）
- 私の普段のフェラを見て下さい（6月1日、KMPVR）※オムニバス作品
- 豪華4タイトル完全制覇!! 全編フル収録の蓮実クレア 305分 GOLDEN BEST!!（7月27日、KMPVR）※単体ベスト
- 終電逃して女上司2人と相部屋朝まで続くW杭打ち騎乗位永遠中出し 媚薬フェラ&キメセクで金玉すっからかんになるまで精子搾りとられまくった1日（8月26日、本中）
- W天井特化アングル×神尻競演VR 目の上0cm距離で尻アタックが止まらない! 痴女ハーレムコンビネーションSPECIAL!! 蓮実クレア 篠田ゆう（9月23日、ワンズファクトリー）
- 競泳水着でガチイキオナニーVR（10月6日、KMPVR）
- VRでも危険日直撃!! 子作りできるソープランドVR（12月23日、Mr.michiru）

- 天井特化アングルVR 美痴女の顔舐めパラダイス（7月13日、KMPVR）
- ピッタピタ競泳水着 × 窒息顔騎VR（7月20日、KMPVR）
- 私がイってるところ見てください（11月23日、KMPVR）

### アダルト動画配信
- くれあ (bkkn026)（11月18日、ボクとカノジョ。）
- KUREA (ako189)（11月24日、A子さん）

- KUREA (porno382)（5月29日、PORNOGRAPH）
- くれあ (tokyo337)（8月9日、Tokyo247）
  - クレア (kaku037)（8月11日、KAKUJITSU）
- くれあ (orep064)（9月4日、俺の素人）
- くれあ 2 (bkkn044)（9月24日、ボクとカノジョ。）
- クレア (oretd014)（12月11日、俺の素人）

- クレア 2 (oretd027)（3月19日、俺の素人）
  - ラグジュTV 236 蓮実クレア 24歳 AV女優（3月19日、ラグジュTV）
- クレア (psa188)（5月22日、ピュアスタイル）
- claire (kiray004)（11月2日、S-Cute）
  - くれあ (mssdx058)（12月10日、マッサDX）

- くれあ 2 (kaku191)（1月7日、KAKUJITSU）
- 【配信限定】高嶺の花を催眠でメロメロに洗脳してセックスしまくるビデオ（1月29日、催眠研究所）※オムニバス作品

- クレア (pcotta024)（3月11日、パコッター）
- クレア 2 (pcotta030)（3月11日、パコッター）
- claire 2 (kiray019)（3月12日、S-Cute）
- くれあ (vondg002)（10月7日、VOND girls）
- クレア (tjng133)（10月30日、鉄人2号さん）
- CREA (pcotta059)（10月31日、パコッター）
- CREA 2 (pcotta072)（11月14日、パコッター）
- クレア 2 (tjng160)（12月28日、鉄人2号さん）

- くれあ (ofpc035)（5月11日、オフパコ）

- くれあ (orec103)（5月31日、俺の素人）
- くれあ (pwife457)（6月3日、P-WIFE）
- クレア (stowif041)（7月20日、スタジオワイフ）
- クレア 2 (stowif062)（10月15日、スタジオワイフ）
- 結希様 (elzx024)（11月14日、E★レズDX）
- クレア (oregr035)（11月22日、俺の素人）
- 黒木様 (elzx026)（12月12日、E★レズDX）
- 希咲様 (elzx027)（12月12日、E★レズDX）
- 美浦様 (elzx028)（12月12日、E★レズDX）
- クレア (chojrm066)（12月15日、チジョール）

- くれあ 2 (pwife513)（1月6日、P-WIFE）
  - 童貞筆おろし 【蓮実クレア】初体験はAV女優!? 童貞チンポを優しく食らうソフトSな淫乱女神の腰振りセックス…!（1月12日、黒船）
- クレア 2 (chojrm078)（1月15日、チジョール）
- クレア 3 (chojrm079)（1月25日、チジョール）
- クレア (kitaike365)（1月25日、北池袋盗撮倶楽部）
  - 全国裏風俗紀行 in 都内某所 超有名女優さんとプレイが可能な激裏風俗を潜入取材! 蓮実クレア（1月25日、黒船）
- クレア 4 (chojrm086)（2月15日、チジョール）
- クレア 5 (chojrm087)（2月15日、チジョール）
  - 【配信専用】妖艶な腰振りで男を骨抜きにさせるぬっちょりグラインド騎乗位生マ○コ素股!（5月9日、DOC）※オムニバス作品
- KUREA (tjng414)（8月25日、鉄人2号さん）
- クレア (hamech215)（8月30日、はめチャンネル）
- クレア 2 (hamech216)（8月30日、はめチャンネル）
- クレア 3 (hamech234)（9月27日、はめチャンネル）
- クレア 4 (hamech235)（9月27日、はめチャンネル）
- クレア 5 (hamech238)（9月27日、はめチャンネル）
- くれあ (with030)（10月12日、S-Cute）
- みほ & クレア (ore591)（11月4日、俺の素人）
- KUREA (ore602)（12月19日、俺の素人）

- クレア 3 (ore613)（1月22日、俺の素人）
- クレア 6 (hmhi343)（1月24日、はめチャンネル）
  - 淫語催眠 社長夫人をマインドコントロールして淫乱痴女化! 複数●●で暴走化! 蓮実クレア（2月6日、SODクリエイト）
  - 騎乗位特化性交 蓮実看護師（2月18日、SODクリエイト）
- りんな (hmdn288)（8月24日、ハメドリネットワークSecondEdition）
- りんな 2 (hmdn291)（9月4日、ハメドリネットワークSecondEdition）
- クレア (stouch777)（10月9日、シロウトタッチ）
- みあ (ssan010)（10月27日、シロウトさん）

- クレアさん (htut490)（5月14日、人妻空蝉橋）
- Kさん (gerk379)（6月11日、ゲリラ）

2022年
- kurea 2 (ttjm108)（1月7日、鉄人2号さん）
- kurea 3 (ttjm109)（8月29日、鉄人2号さん）

- クレア (prgo165)（9月22日、ペロン・ゲリオン）
- くれあちゃん (prgo206)（9月30日、ペロン・ゲリオン）
- レイナさん (dht1122)（10月31日、東京不倫）

### イメージビデオ
- エロキュート 蓮実クレア（2016年2月27日、オルスタックソフト販売）
- Kurea パーフェクトエロス（2016年5月19日、REbecca）
- Aphrodite 蓮実クレア（2018年4月13日、ファインピクチャーズ）
- precious jewel 蓮実クレア（2019年3月31日、CRANE）
- ヘアーヌード～10人の巨乳セクシー女優～（2021年11月26日、スパークビジョン）※オムニバス作品
- Lover's day 蓮実クレア（2022年2月23日、LODA）

## 書籍・出版物

### 写真集
- CD-ROM写真集「どっぷり蓮実クレア」（2015年12月26日、サンクチュアリ）
- 蓮の実（2016年6月25日、彩文館出版、撮影：ALEX WON）ISBN 978-4-7756-0579-0
- Killer Queen（2019年3月27日、ジーウォーク、撮影：天野功）ISBN 978-4-86297-865-3

### デジタル写真集
2016年
- 蓮見クレア、貸します。（6月14日、若生出版）
- Kurea パーフェクトエロス 蓮実クレア デジタル写真集（11月5日、REbecca）

2018年
- コスプレ百科 蓮実クレア写真集（4月20日、ピンク倶楽部）

2019年
- ヘアーヌード 〜無修正・セクシー女優・Fカップ〜（8月25日、スパークビジョン）
- FLOWER 蓮実クレア Vol.01～Vol.03（11月22日、ジーウォーク、撮影：天野功）

2020年
- SEX応援チアリーダーとHスキル向上エージェント（7月22日、ケイ・エム・プロデュース）※オムニバス写真集
- ザ・ランジェリー（9月4日、h.m.p）
- デジグラ・デラックス 蓮実クレア 001（9月4日、デジグラ）
- デジグラ・デラックス 蓮実クレア 002（10月2日、デジグラ）
- デジグラ・デラックス 蓮実クレア 003（10月16日、デジグラ）

2021年
- LuxuStyle No.055 蓮実クレア24歳 AV女優（3月5日、プレステージ出版）
- 僕の部屋に遊びにきた巨乳の女友達 蓮実クレア写真集（3月31日、ピンク倶楽部）
- トリプルHAPPYキャンペーン 2021電子ふぉとぶっく（9月3日、FANZA BEAUTY COLLECTION）※オムニバス写真集、FANZA限定配信。
- Fitch LOOK BOOK（9月3日、FANZA BEAUTY COLLECTION）※オムニバス写真集、FANZA限定配信。

2022年
- DokkiriQueen 蓮実クレア（11月16日、シーガル）

2023年
- DokkiriQueen 蓮実クレア B（3月2日、シーガル）

2024年
- DokkiriQueen 蓮実クレア C（1月11日、シーガル）
- DokkiriQueen 蓮実クレア D（4月18日、シーガル）

### 書籍
- ハタチになったら死のうと思ってた AV女優19人の告白（2018年7月27日、ミリオン出版、著者：中村淳彦）ISBN 978-4-8130-2278-7 ※実話ナックルズ連載企画『職業、セックス。〜わたしが裸を売る理由〜』をまとめたインタビュー集。蓮実のインタビューを掲載。

### 雑誌
- VIBES 12月号（2012年11月9日、有限会社 源）- 表紙
- 月刊DMM 2016年1月号（2015年11月21日、ジーオーティー）- 表紙
- 週刊実話 2016年8月11日号（2016年8月11日、日本ジャーナル出版）- 袋とじグラビア
- ズバ王 2017年3月号（2017年2月10日、ジーオーティー）- 表紙
- 週刊実話 増刊 巨乳素人お姉さん（2017年7月13日、日本ジャーナル出版）- 付属DVD「人気女優のラグジュBODY＆SEX 園田みおん・波多野結衣・水稀みり・蓮実クレア」
- 実話大報 2017年12月号（2017年10月30日、ジーオーティー）- グラビア
- 週刊実話 2018年2月15日号（2018年1月31日、日本ジャーナル出版）- グラビア「晴れ時々ヌード」
- FLASH 2018年11月6日号（2018年10月23日、光文社）- 袋とじ「蓮実クレア・JULIA・天使もえ「バニー温泉!」」
- 週刊実話 2019年4月4日号（2019年3月20日、日本ジャーナル出版） - グラビア「淫らな視線」
- 週刊アサヒ芸能 2021年6/10号（2021年6月1日、徳間書店）- グラビア「蓮実クレアの湿地帯」

## その他製品

### トレーディングカード
- JUICY HONEY 32（2016年2月27日、株式会社ミント）※上原亜衣、紗倉まなとの共同商品。

### 音楽CD
- ひと夏の経験（2016年10月5日、FIRST MUSIC、DDCZ-2125）※山口百恵のカバー

### グッズ
- 蓮実クレア 等身大抱き枕カバー〈SexyランジェリーVer〉（2017年12月25日、ゲファルサ）
- PLAMAX Naked Angel 1/20 蓮実クレア（2021年9月、マックスファクトリー）※組み立て式プラモデル
- トリプルHAPPYキャンペーン2021 オリジナルA4クリアポスター Hパック（2021年11月8日、FANZAコラボ）※蓮実クレア、久留木玲、今井夏帆、姫咲はな、東條なつのクリアポスターがセットになっている商品。
- トリプルHAPPYキャンペーン2021 オリジナル缶バッジ Hパック（2021年11月8日、FANZAコラボ）※蓮実クレア、久留木玲、今井夏帆、姫咲はな、東條なつの缶バッジがセットになっている商品。

### アダルトグッズ
オナホール
- 蓮実クレア+（2012年12月25日、EXE）
- ジュルエロペット いいなりクレア 蓮実クレア（2016年2月27日、サンクチュアリ）
- 鬼フェラホールIV 舌振動 蓮実クレア（2016年9月30日、ケイ・エム・プロデュース）
- 3Dスキャンしてみた 蓮実クレアの手（2017年2月28日、ケイ・エム・プロデュース）
- 3Dスキャンしてみた 蓮実クレアのおっぱい（2017年4月30日、ケイ・エム・プロデュース）
- AV ANGEL 蓮実クレア（2017年9月30日、ケイ・エム・プロデュース）
- 美姫伝説 蓮実クレア（2018年3月30日、ケイ・エム・プロデュース）※生写真付き
- KMPホール 蓮実クレア（2022年8月31日、YUIRA）

ローション
- 鬼フェラローション 蓮実クレア ローズの香り付き（2016年9月30日、ケイ・エム・プロデュース）

## 出演

### テレビ
- ロンドンハーツ（2013年5月7日、テレビ朝日）
- ビ〜チ9（2014年10月,2017年5月、テレビ埼玉） - マンスリーゲスト
- Sweet Angel #64（2016年1月16日、MONDO TV）
- ダラケ! シーズン12 #1「セクシー女優ダラケ!のオールスター感謝祭」（2017年8月17日、BSスカパー!）
- 蓮実クレアの痴女っちゃお（2017年06月01日、エンタ!959） - MC[29]
- エロの極みオトメたち（2017年10月16日、エンタ!959）[30]
- ダラケ! シーズン13 #6「アダルト大賞投票〆切ド直前!セクシー女優エロ攻撃で駆け込みSP!」（2018年1月25日、BSスカパー!）
- 桃色Y談 裏ンキングSHOW #6（2019年1月24日、BSスカパー!）
- もう!バカリズムさんの超H! #8（2019年8月14日、フジテレビONE）

### ウェブテレビ
- トイズハートプレゼンツBUBKA「きのう誰食べた」（2013年10月07日ゲスト出演、ニコニコ生放送）[31]
- 桃色♡ゲームチャンネル（2018年3月15日[32]、3月30日、AbemaTVウルトラゲームス） - 桃色ガールズ
- 極楽とんぼKAKERUTV（2018年10月25日[33]、AbemaTV）
- バラステ・妄想中毒（2019年3月29日、AbemaTV[34]）

### 映画
- さまようアゲハ 蜜壺トロトロ（2016年3月18日公開、監督：榊英雄、オーピー映画）- 「遠野青空」役[35]
  - 裸のアゲハ（2016年8月23日、OP PICTURES）- 遠野青空 役[36]
- 裸の劇団 いきり立つ欲望（2016年5月6日公開、監督：榊英雄、オーピー映画）- 「遠野青空」役[37]
- 絶倫謝肉祭 奥まで突いて!（2017年11月10日、監督：佐々木浩久、オーピー映画）- 「間宮悦子」役[38][39]
  - 絶倫謝肉祭（2018年、OP PICTURES）- 「間宮悦子」役 ※「絶倫謝肉祭～」の一般公開編集版[40]
- 犬とナマズ THE DOG & THE CATFISH（2024年12月14日、監督：山内大輔、オーピー映画） - Cinema Interdit“最も狂った映画”賞受賞作[41]

### オリジナルビデオ
- 秘湯心霊の旅 美女篇（2014年5月9日、JVD）
- 悪魔のえじき アイ・スピット・オン・ユア・リメインズ（2014年9月12日、JVD）[42]
- 湯けむり心霊旅 美三女（2017年4月4日、アースゲート）[43][44]
- マーダーフィルム　コンクリート殺人（2017年、ブラッドワークス）[45]
- 嬢王夜曲　姉妹キャバ嬢SEX対決（2018年8月3日、竹書房）- 未知瑠役[46]

### ラジオ
- ズバリ当てます! 解決! 乾杯! 恋する! Fortune master!!（2021年11月27日、渋谷クロスFM）- ゲスト出演[47][48]

### イベント
- これでもかっ! オールスターAV女優 XXX Night! vol.8（2016年３月29日、新宿ロフトプラスワン）[49][50]
- オルガ設立3周年記念 真夏の夜の妖艶会 vol.3（2016年8月26日、東京キネマ倶楽部）[51][52]
- 東京乙女電波局 開局オープン記念イベント（2017年4月14日、新宿ロフトプラスワン）[53]
- 初美沙希引退イベント 初美沙希の明日から素人宣言! ～ぽ部長引退ラストイベント～（2017年4月29日、新宿ロフトプラスワン）[54]
- 最強属性1周年記念イベント こすぷれ道でしょうぉ 初めての夜は君に決めた!（2017年9月23日、新宿ネイキッドロフト）[55]
- Japan Adult Expo 2017 最強属性 こすぷれどうでしょ! オンステージ（2017年11月16日、ディファ有明）[56][57]

### ゲーム
- 新宿スカウトバトル（2019年12月2日、DMM GAMES）- 三節棍使いのキャバクラ嬢・蓮実クレア 役[58]
- ゲオTVドアップ25【FINGERパネル出題】二つ名は「手コキの魔術師」（2020年10月1日、ゲオTV）[59][60][61]